# Torneo de Kuala Lumpur 2009
El Torneo de Kuala Lumpur 2009 fue la primera edición  del campeonato de tenis Torneo de Kuala Lumpur disputado en Kuala Lumpur, Malasia,  entre el 26 de septiembre y el 4 de octubre de 2009.

## Campeones
- Individuales masculinos:  Nikolay Davydenko derrota a   Fernando Verdasco, 6-4, 7-5.

- Dobles masculinos:  Mariusz Fyrstenberg /  Marcin Matkowski  derrotan a  Igor Kunitsyn /  Jaroslav Levinský, 6-2, 6-1.